# Lichnoptera dognini
Lichnoptera dognini är en fjärilsart som beskrevs av Embrik Strand 1917. Lichnoptera dognini ingår i släktet Lichnoptera och familjen Pantheidae. Inga underarter finns listade i Catalogue of Life.